# Baissea myrtifolia
Baissea myrtifolia là một loài thực vật có hoa trong họ La bố ma. Loài này được (Benth.) Pichon mô tả khoa học đầu tiên năm 1948.